# Desert Eagle
Le Desert Eagle (en français « aigle du désert ») est un pistolet semi-automatique.
Ce pistolet a été conçu au début des années 1980 par Magnum Research, aux États-Unis et par Israel Military Industries, en Israël. Au départ, la production a été confiée à IMI, en Israël, pour les versions Mk I et Mk VII. Puis, aux États-Unis de 1995 à 1998 pour la version Mk XIX. Ensuite, à nouveau en Israël. Depuis 2009, le Desert Eagle est de nouveau produit aux États-Unis.

## Description technique

### Cinétique de réarmement
Contrairement à l'immense majorité des pistolets semi-automatiques, dont le mécanisme est opéré par le recul, celui du Desert Eagle est actionné par un emprunt de gaz, donc par les gaz émis par la combustion lors du tir. Ce système habituellement utilisé sur les fusils ou les mitrailleuses permet de tirer des munitions de grande puissance dans un pistolet alors que cette tâche est généralement dévolue au revolver et permet de ne mettre la culasse en mouvement qu'une fois que la balle a quitté le canon. L'évent de collecte des gaz est situé au niveau de la chambre de tir, un canal situé sous le canon amène les gaz vers l'avant, les gaz collectés faisant alors pression sur un piston situé sous le canon, le mouvement dudit piston permettant le recul de la culasse qui lui est liée. Les gaz empruntés s'échappent enfin par la fenêtre qui se crée sous le canon lors du recul de la culasse.

### Calibre 50 Action-Express
Le Desert Eagle a été rendu célèbre entre autres pour être le premier pistolet semi-automatique pouvant tirer la cartouche .357 magnum, la cartouche .44 magnum (à ne pas confondre avec la cartouche .44AMP tirée par le pistolet AutoMag de Auto Mag Corporation) et pouvoir être chambré en .50AE, une munition dont la puissance est à ce jour la plus forte produite pour un pistolet semi-automatique. Cette munition reste toutefois moins puissante que la cartouche .500 S&W Magnum qui reste à ce jour dédiée aux revolvers et qui peut se prévaloir d'être encore aujourd'hui la munition d'arme de poing la plus puissante au monde.

### Particularité de rechargement
Étant donné le mode particulier de réarmement de ce pistolet semi-automatique, il est vivement conseillé aux tireurs pratiquant le rechargement de ne pas utiliser avec cette arme de munitions dont l'ogive n'est pas entièrement ou partiellement chemisée. En effet le tir d'ogives constituées uniquement de plomb mène à la longue à un encrassement de l'évent qui, s'il n'est pas désobstrué, peut mener à des incidents de réarmement de la culasse.
À noter que la version Mark XIX nécessite le remplacement des doubles ressorts récupérateurs toutes les 2 500 cartouches tirées environ[réf. souhaitée].

### Conversion de calibres
Pour convertir le Desert Eagle d'un calibre vers un autre, il suffit de disposer du chargeur adapté et du canon au calibre souhaité. C'est le cas des conversions entre les calibres suivants : .50 Action-Express, .44 Magnum, .357 Magnum et .429DE.
La version Mark XIX (2005) n'est plus chambrée qu'en .357 Magnum, .44 Magnum et .50 Action-Express.

### Sensation de tir
Le Desert Eagle bénéficie également d'un recul perçu plus faible que celui d'un revolver grâce :
- au mouvement de la culasse qui restitue l'énergie du recul dans la durée alors que le recul du revolver s'applique directement et sans délai au bras du tireur ;
- au mécanisme d'emprunt de gaz qui réduit l'énergie des gaz ne participant pas à la propulsion de la balle s'échappant par la bouche de l'arme, tout en assurant une action moins brutale de la culasse ;
- à son poids particulièrement élevé pour une arme de poing, qui absorbe nettement le choc initial du recul.

Par ailleurs la largeur de sa poignée répartit bien le choc du recul mais le rend difficile à utiliser par des tireurs ayant de petites mains.
Il est à noter que l'éjection des étuis a tendance à s'orienter vers la tête du tireur[réf. souhaitée].
Le rodage de l'arme nécessite le tir d'environ 500 cartouches.

## Production

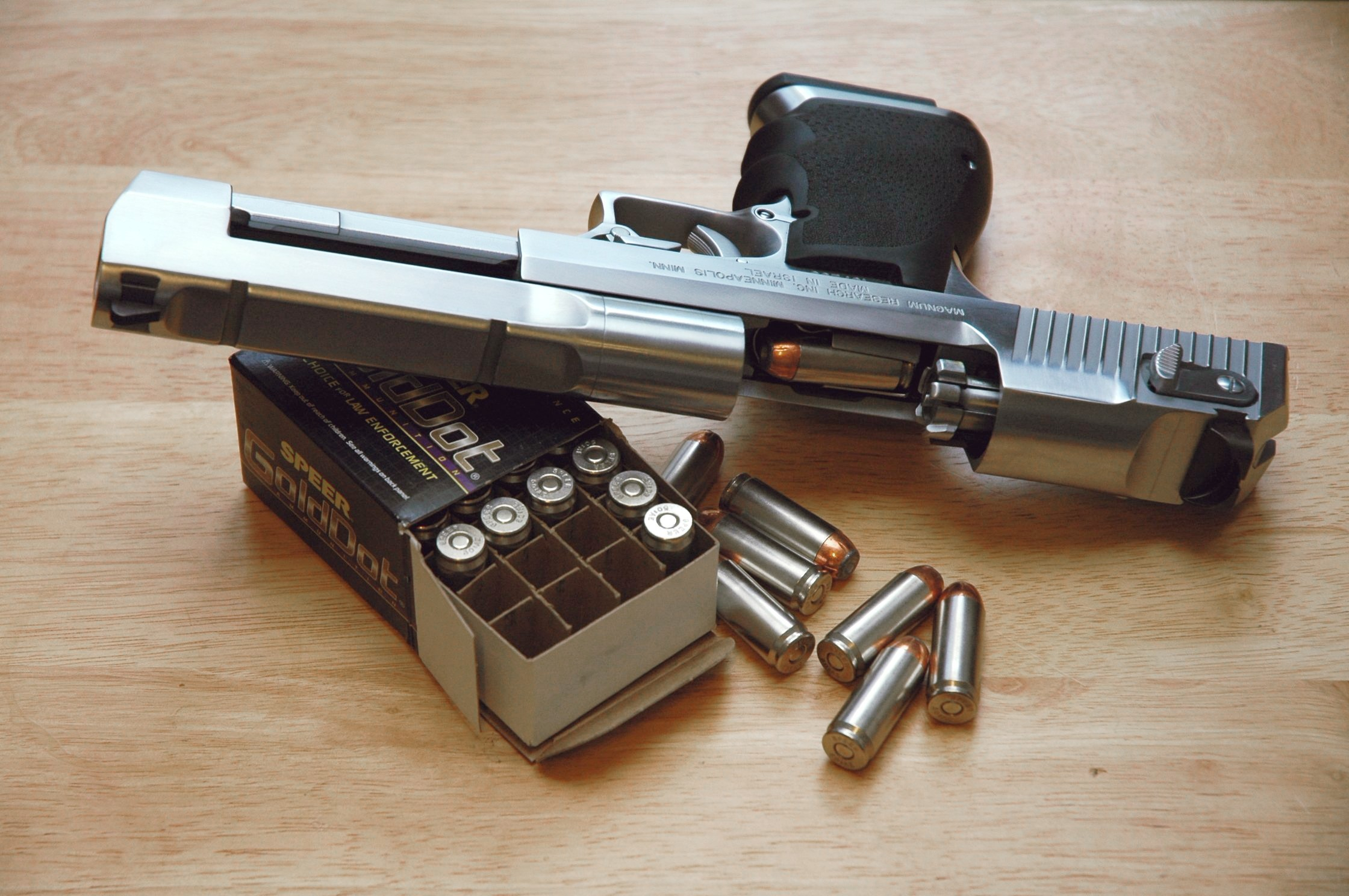
Un Desert Eagle à côté d'une boîte de .50.

Étudié en Israël, il a été produit par IMI (Israel Military Industries) et mis sur le marché en 1981 dans sa première version chambrée en .357 Magnum. En 1986 une version .44 Magnum a été commercialisée. Mais les concepteurs du Desert Eagle ne se sont pas arrêtés là puisqu'ils ont développé une version chambrée pour une munition spécifique, d'un calibre inhabituel pour une arme de poing contemporaine construite en série, le .50 Action Express.
Contrairement à une idée largement répandue, le Desert Eagle n'a pas été développé à la demande de l'armée israélienne[réf. souhaitée].

## Utilisation
En plus de présenter une capacité limitée (7 à 9 coups selon les modèles), sa masse et son encombrement le rendent difficile à porter en permanence comme arme de défense.
Le cahier des charges d'une armée impose généralement des impératifs techniques de poids, de volume, de coûts qui sont incompatibles avec l'utilisation du Desert Eagle sur le théâtre d'opérations militaires. Par conséquent, et contrairement à une conception largement répandue par son apparition dans de très nombreux films d'action et jeux vidéo, il n'est pas employé par les forces militaires ou de police, à l'exception du GOE (Grupo de Operações Especiais), unité d'élite de la police portugaise (PSP) qui a employé la version chambrée en .357 Magnum dans les années 1990.
Le Desert Eagle est surtout apprécié par les tireurs sportifs, dans les compétitions de tir à la silhouette métallique et par les chasseurs américains à l'arme de poing. L'engouement de ces derniers a permis la naissance de cette arme.
Il a été démontré que l'arme peut facilement percer un livre d'épaisseur moyenne.

## Apparitions dans les médias
Le cinéma puis l'industrie du jeu vidéo se le sont rapidement approprié, le faisant apparaître dans de nombreuses œuvres.
Dans le film Snatch : Tu braques ou tu raques sorti en 2000 réalisé par Guy Ritchie, il est avantageusement mis en avant par l'acteur Vinnie Jones (ex-footballeur pro First League) alias « Dents de plomb », au cours d'une scène d'anthologie se déroulant dans un bar.
Dans Nikita, le personnage interprété par Anne Parillaud utilise un Desert Eagle pour son baptême du feu, dans la scène du restaurant. Dans ce film l'arme a une capacité de 9 cartouches, ce qui correspond au calibre .357 Magnum.
Il s'agit aussi de l'arme de service (en version noire) des agents de la saga Matrix, notamment de l'Agent Smith. Dans le manga et l'anime Black Lagoon Sœur Yolanda utilise un Desert Eagle plaqué or.
Jack Slater, dans Last Action Hero, utilise cette arme et la range dans un rack dans sa penderie qui contient d'autres pistolets tous identiques.
Il est enfin l'arme qu'utilise Jack Reacher (interprété par Alan Ritchson) dans la saison 1 (Du fond de l'abîme) de la série Reacher diffusée depuis 2022 sur Prime Vidéo.
Il apparaît dans un certain nombre de jeux vidéo dont :
- la série des jeux vidéos Resident Evil (arme de Léon, Resident Evil 2, 1998) ;
- Tomb Raider 3 ;
- Urban Terror ;
- la série des Counter-Strike ;
- la série des Far Cry (notamment Far Cry 3, Far Cry 4 et Far Cry 5) sous l’appellation D50 ;
- Grand Theft Auto IV ;
- Grand Theft Auto V ;
- Grand Theft Auto: San Andreas ;
- Grand Theft Auto: San Andreas – The Definitive Edition ;
- Call of Duty: Modern Warfare ;
- Battlefield 4 ;
- Metal Gear Solid : le personnage de Meryl en utilise un ;
- la série des Rainbow Six Siege ;
- SCUM sous deux versions, le DEagle .50 et le DEagle .357 ;
- Fallout, Fallout 2, Brotherhood of Steel et Tactics. Dans ce dernier, il s'agit du Mk XIX. Utilisable par paire dans Brotherhood ;
- les trois jeux Max Payne. Renommé DE. 50 dans le troisième jeu. Arme de prédilection de Mona Sax.
- Payday 2 sous l'appellation Pistolet Deagle, disponible pour 205,500$.
- Far Cry 6 (disponible comme récompense d'une chasse au trésor)[7] ;
- Left 4 Dead 2 ;
- Battlefield 2042 ;
- Call of Juarez: The Cartel ;
- Dans Code Vein en tant qu'arme de poing de Yakumo Shinonome. Seulement visible durant une cinématique où ce dernier s'en sert pour intimider un autre revenant, il n'est jamais utilisé en combat.

Il est utilisé dans le roman Le Serpent Majuscule de Pierre Lemaitre : la tueuse Mathilde s’en sert, muni d’un silencieux pour tuer Maurice Quentin : « Elle refuse de travailler avec des petits calibres, qui, à son avis, sont tout juste bons pour les drames bourgeois et les querelles d’adultère ».
Il est utilisé dans le roman American elsewhere de Robert Jackson Bennett, dans une scène dans laquelle Mona découvre cette arme dans la main de celui qui veut la tuer : « C'est un Desert Eagle : le Humvee des armes de poing : voyant, encombrant, ridicule. ».

## Caractéristiques

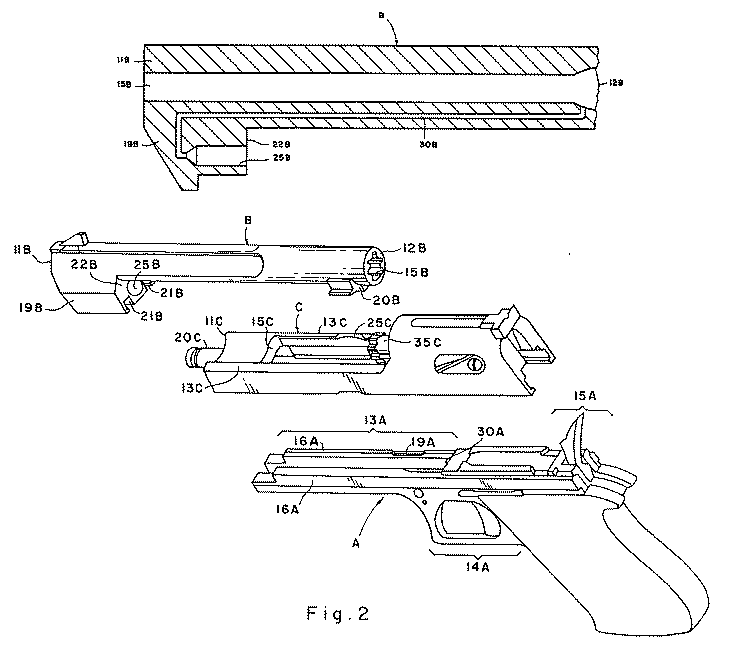
Éclaté du Desert Eagle

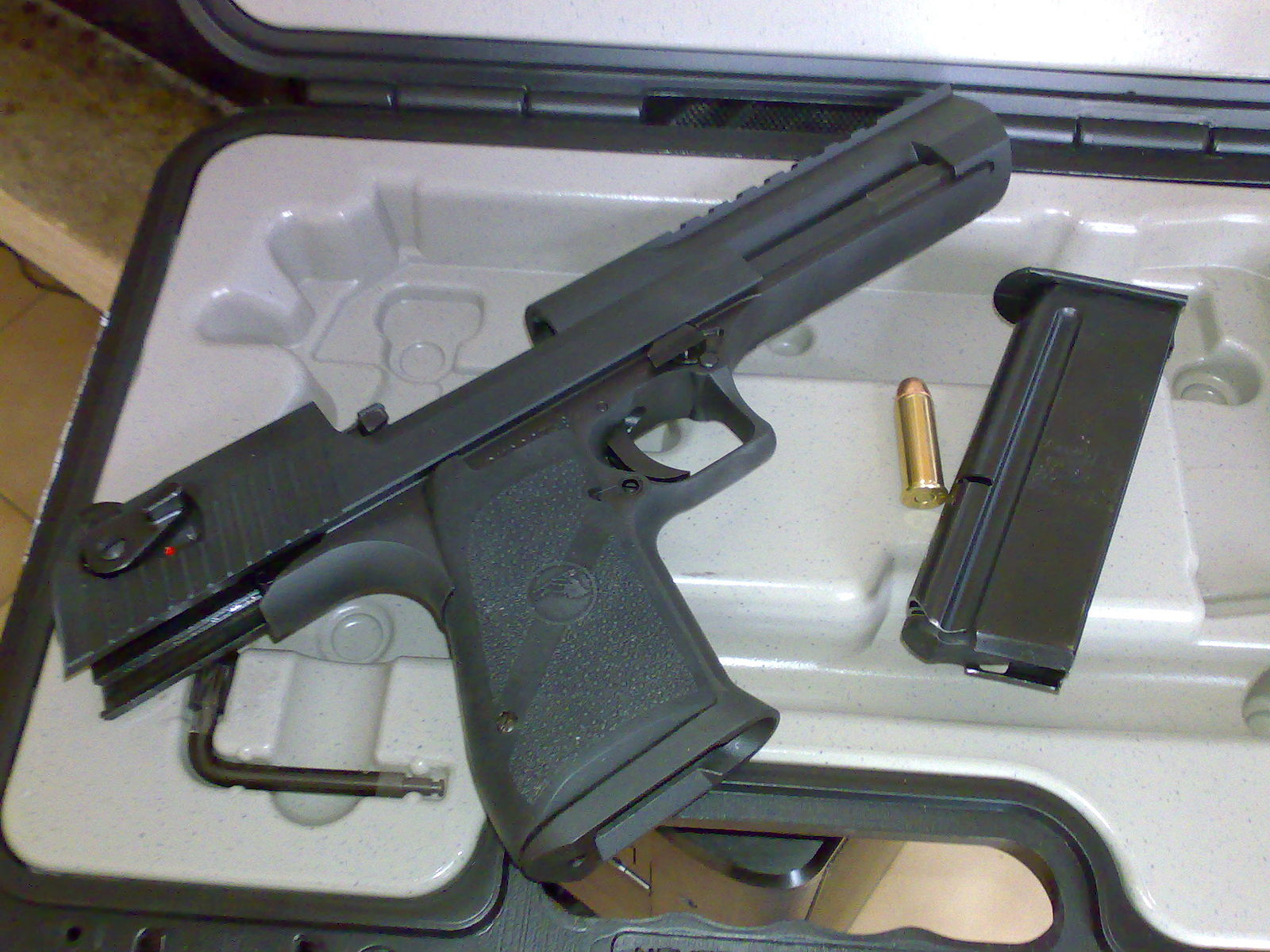
Desert Eagle 44 magnum, culasse ouverte, avec chargeur et cartouche.

- Munition : .357 Magnum, .41 Action Express, .41 Magnum, .44 Magnum, .50 Action Express, .440 Cor-Bon
- Platine : simple action
- Longueur : 26,9 cm (canon de 6″) ou 37,5 cm (canon de 10″)
- Longueur du canon : 15,2 cm (canon de 6″) ou 25,4 cm (canon de 10″)
- Masse non chargé : 1,653 kg (.357 Magnum) ; 1,780 kg (.44 Magnum) en canon de 6″ ; 2,230 kg (.44 Magnum) en canon de 10″
- Masse chargé : 1,913 kg (.357 Magnum) ; 2,091 kg (.44 Magnum, canon de 6″) ; 2,430 kg (.44 Magnum, canon de 10″) ; 2,290 kg (.50 AE).
- Les calibres proposés actuellement sont : .357 Magnum - .44 Magnum - .50 AE
- Capacités : 9 coups (.357 Magnum), 8 coups (.44 Magnum), 7 coups (.50 Action Express)
- Prix (exemples) : 3 500 € (version gold) ; 3 100 € (version chrome) ; 2 500 € (version bronzée)
- Puissance : 1 800 joules (version 50 Action Express (21 g) JHP)
- Catégorie (législation française) : catégorie B.1.